# كاستيليتو سوبرا تيتشينو
كاستيليتو سوبرا تيتشينو ، التي أشار إليها أيضًا السكان المحليون باسم كاستيليتو تيتشينو أو كاستيليتو فقط ، هي مدينة (بلدية) في مقاطعة نوفارا في إقليم بيدمونت الإيطالية ، وتقع حوالي 100 كيلومتر (62 ميل) شمال شرق تورينو وحوالي 30 كيلومتر (19 ميل) شمال نوفارا . تم العثور على نقوش سلتيك. 
وهي موطن اختصاصي المناعة سيرافينو بلفانتي . كما أنه المكان الذي دُفن فيه المغني بيلي مور .